# Siloxan
Siloxan er navnet på en gruppe af kemiske forbindelser der er fremstillet af silicium. De kaldes også organosilicium-forbindelser. De har den empiriske formel R2SiO, hvor R er en organisk gruppe. Repræsentative eksempler inkluderer [SiO(CH3)2]n (dimethylsiloxane) og [SiO(C6H5)2]n (diphenylsiloxane), hvor n typisk er > 4.
Denne type forbindelser er en slags hybrid der består af både organiske og uorganiske dele. Sidekæderne er organiske med hydrofobe egenskaber, mens -Si-O-Si-O- delen danner en slags rygrad i molekylet som er uorganisk.
Ordet siloxan er dannet af ordene silicium, oxygen og alkan.
Siloxaner bruges for eksempel i kosmetik, deodorant, vandafvisende hinder til bilruder og i nogle sæber. De findes også i biogas, og bliver forsøgt benyttet til tørrensning af tøj som alternativ til perklorethylen, der betragtes som skadeligt for miljøet.
Polymeriserede siloxaner kaldes silikoner, selvom denne betegnelse ikke er helt korrekt. Ægte silikoner har en dobbeltbinding mellem O og Si, det har polymeriserede siloxaner ikke. Kemikere foretrækker betegnelsen polysiloxan for denne type forbindelser.
| Kemi | Spire Denne artikel om kemi er en spire som bør udbygges. Du er velkommen til at hjælpe Wikipedia ved at udvide den. |